# Will Jordan
Will Jordan (27 juli 1927 - 6 september 2018)) was een Amerikaans komiek en acteur die bekendstond om zijn imitaties van de Amerikaanse presentator Ed Sullivan.
Bij deze imitaties kamde Jordan zijn haar naar achteren, nam de lichaamshouding van Sullivan aan, deed zijn stem na en sprak de catchphrases uit "Welcome to our Toast of Town Shoooo..", "Really big shooo.." of "And now, right here in our stage.."
Deze imitaties deed Jordan vaak op televisie, waaronder in de Ed Sullivan Show (gepresenteerd door de echte Ed Sullivan). Ook speelde Jordan de rol van Ed Sullivan in de Broadway-musical Bye Bye Birdie. Jordan verscheen echter niet in de filmversie van Bye Bye Birdie: hierin speelde Sullivan zichzelf.
Ook na de dood van de echte Ed Sullivan ging Jordan door met zijn Sullivan-imitaties. Zo speelde hij de rol van Ed Sullivan in de films Down With Love, The Buddy Holly Story en I Wanna Hold Your Hand. Ook was Jordan (als Ed Sullivan) te zien in de videoclip van Billy Joels Tell Her About It.
Jordan werd 91 jaar oud.

## Bron
- IMDB-website